# Sporopipes
Sporopipes és un gènere d'ocells de la família dels plocèids (Ploceidae). Les dues espècies es distribueixen per Àfrica.

## Taxonomia
Segons la Classificació del Congrés Ornitològic Internacional (versió 15.1, 2025) aquest gènere està format per dues espècies:
- Sporopipes squamifrons - teixidor menut de front escatós.
- Sporopipes frontalis - teixidor menut de clatell rogenc.